# Филип Фармър
Филип Хосе Фармър (на английски: Philip Jose Farmer) е американски писател на научна фантастика и фентъзи романи.

## Биография и творчество
Роден е в град Тера Хоут, Индиана. Завършва университета в щат Мисури. След това учи в университета в щат Аризона. По време на Втората световна война той служи в американските ВВС, а след войната работи на няколко различни места. Професионално с литература започва да се занимава през 1969 г.
Неговото първо научнофантастично произведение е романа „Влюбени“, който е издаден през 1953 г. С излизането на този роман Фармър слага началото на издадения по-късно роман „В телата си разпръснати върнете се“, който е награден с награда Хюго. С този свой роман той поставя основите на мащабния цикъл „Речен свят“.

### Поредици

#### ЦикълСвят на нивата(The World of Tiers)
- The Maker of Universes (1965) Създателят на вселени
- The Gates of Creation (1966) Вратите на съзиданието
- A Private Cosmos (1968) Частен космос
- Behind the Walls of Terra (1970) Зад стените на Тера
- The Lavalite World (1977) Невъзможен свят
- Red Orc’s Rage (1991) Яростта на Червения Орк
- More Than Fire (1993) Последният удар

#### Цикъл Dayworld
- Dayworld (1985)
- Dayworld Rebel (1987)
- Dayworld Breakup (1990)

#### ЦикълРечен свят(Riverworld)
- To Your Scattered Bodies Go (1971) В телата си разпръснати върнете се
- The Fabulous Riverboat (1971) Приказният кораб
- The Dark Design (1977) Тъмният замисъл
- The Magic Labyrinth (1980) Магическият лабиринт
- Gods of Riverworld (1983)
- River of Eternity (1983) (по-ранна версия на първия роман)
- Произведения, във връзка с цикъла:
  - Riverworld (1979)
  - Up the Bright River (1992) Нагоре по блестящата река
  - Coda (1992) Кодът

#### Отец Кармоди
Поредица за космическия мисионер отец Кармоди, публикувана в сборника Father to the Stars (1981):
- Night of Light (1957, 1966)
- Attitudes (1953)
- Father (1955)
- A Few Miles (1960)
- Prometheus (1961) Прометей

### Други
Останалите произведения на Фармър може условно да бъдат разделени на няколко тематични групи.

#### Междурасови отношения
В тях се описват взаимоотношенията между представители на различни раси (биология, секс (включително с извънземни), и еротика).
- A Woman a Day (1953) (= The Day of Timestop = Timestop!) (1960)
- The Lovers (1952, 1961, 1972)
- Rastignac the Devil (1954)
- Трилогията „Екзорсизъм“
  - The Image of the Beast (1968)
  - Blown, or Sketches Among the Ruins of My Mind (1969)
  - Traitor to the Living (1973)
- Flesh (1960, 1968)
- Dare (1965)
- Inside Outside (1964)

Към тази група могат да се причислят многобройни повести и разкази.

#### Литературни мистификации
Това са произведения, своеобразни продължения и допълнения на известни книги.
- Трилогия „Лорд Грандрит“
  - A Feast Unknown: Volume IX of the Memories Of Lord Grandrith (1969)
  - Lord of the Trees (1970)
  - Mad Goblin (1970) (= Keepers of the Secrets)
- Обединени в един том – The Empire of the Nine (1988)
  - The Wind Whales of Ishmael (1971)
  - Lord Tyger (1970)
- Tarzan Alive: A Definitive Biography of Lord Greystoke (1972)
- Time’s Last Gift (1972; 1977)
- Hadon of Ancient Opar (1974)
- Flight to Opar (1976)
- Doc Savage: His Apocalyptic Life (1973; 1975)
- Doc Savage: Escape from Loki: Doc Savage’s First Adventure (1991)
- The Other Log of Phileas Fogg (1973)
- The Adventures of the Peerless Peer, by John H. Watson, M.D. (1974)
- Venus on the Half-Shell (1975)
- A Barnstormer of Oz (1982)

#### Самостоятелни произведения
Самостоятелни произведения, не влизащи в посочените горе цикли и групи (списъкът не е пълен):
- The Green Odyssey (1957)
- Tongues of the Moon (1961; 1964)